# The Hidden Trail
The Hidden Trail est un film muet américain réalisé par Francis Ford et sorti en 1912.

## Fiche technique
- Réalisation : Francis Ford
- Production : Thomas H. Ince
- Durée : 10 minutes
- Date de sortie :
  - États-Unis : 24 septembre 1912

## Distribution
- Robert Edeson
- Rhea Mitchell